# Comuna Verhivka, Trosteaneț
Verhivka (în ucraineană Верхівка) este o comună în raionul Trosteaneț, regiunea Vinnița, Ucraina, formată din satele Kozînți și Verhivka (reședința).

## Demografie
Componența lingvistică a satului Verhivka
     Ucraineană (99,46%)
     Alte limbi (0,49%)
Conform recensământului din 2001, majoritatea populației satului Verhivka era vorbitoare de ucraineană (99,46%), existând în minoritate și vorbitori de alte limbi.